# Zofiówka (województwo dolnośląskie)
Zofiówka – wieś w Polsce położona w województwie dolnośląskim, w powiecie głogowskim, w gminie Jerzmanowa. Powstała w 2008 roku.